# Koniec i początek
Koniec i początek – tomik poetycki Wisławy Szymborskiej, opublikowany w 1993. Zbiór uważany jest za jeden z najważniejszych w dorobku poetki. Był to ostatni tom wydany przed przyznaniem jej Nagrody Nobla i być może o nim przesądził. Był to zarazem pierwszy jej zbiorek po przełomie politycznym 1989. Do najbardziej znanych wierszy z omawianej publikacji należą wiersz tytułowy i utwór Kot w pustym mieszkaniu, będącym pożegnaniem poetki ze zmarłym Kornelem Filipowiczem.